# 管钟

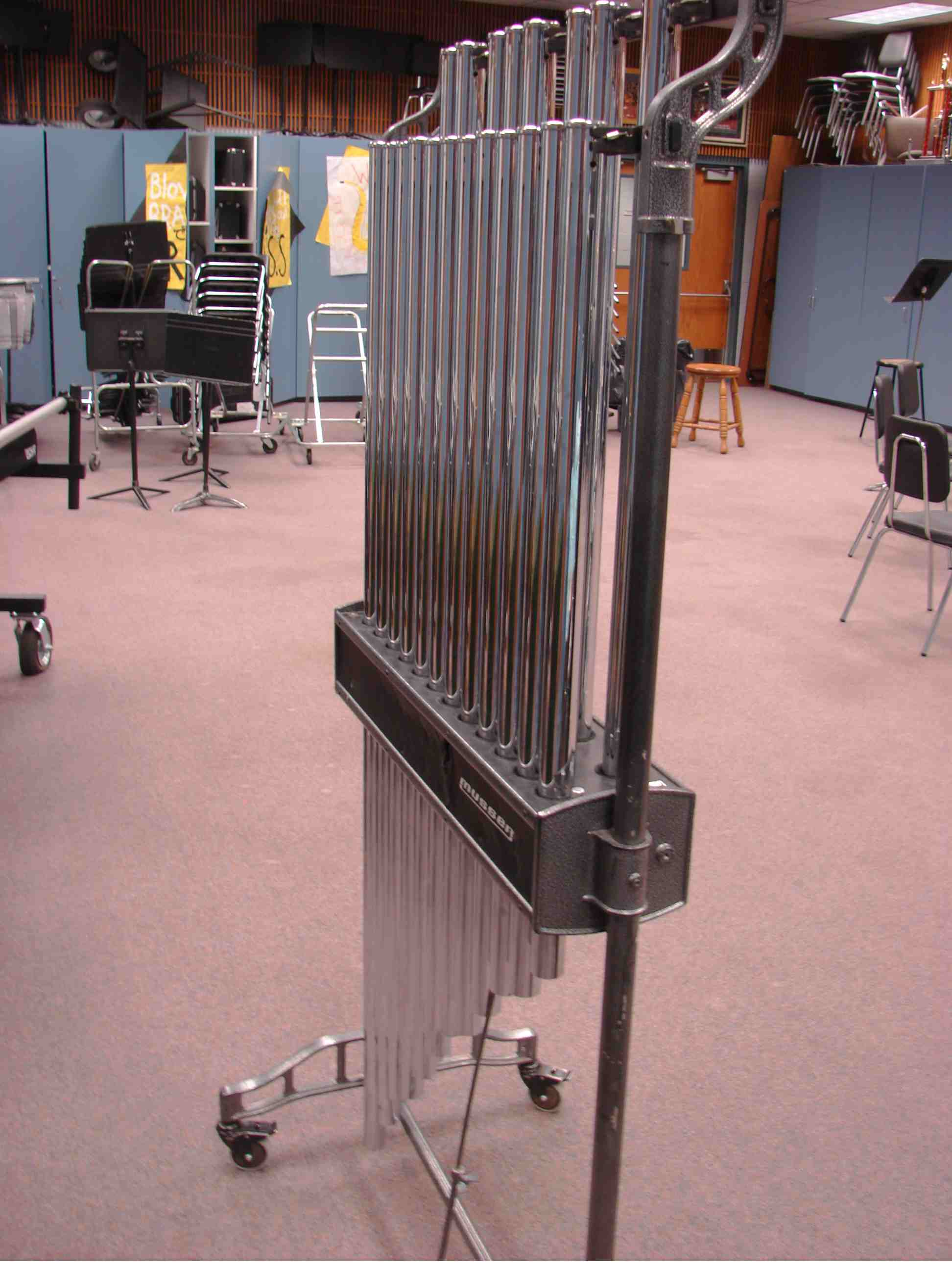
管鐘

管鐘（Tubular Bell）是屬於敲擊樂器，由一些長短有別的鋼管或銅管組成。它懸掛在一個較高的架子上，演奏者手持一根或兩根木槌擊奏。管鐘有特別的使用限制，音域一般不要超過一個八度。排鐘可用高音或低音譜表記譜，在僅使用一、兩個排鐘時，也可用一線記譜。

## 簡介
管鐘本泛指體鳴樂器與膜鳴樂器組合的樂器，在此所指的是管弦樂團所使用。管鐘是將不同長度的金屬管下吊在一個架子上，音域有一又二分之一個八度和兩個八度，以半音階排列，前排相當於白鍵，後排相當於黑鍵，演奏時用琴槌敲擊鐘管頂端來發出聲音。排鐘的聲音宏大，演奏起來是人感到一種節日氣氛，一般在樂曲高潮之處使用。排鐘也可當做效果樂器使用，如模仿鐘聲，音色明亮、清脆、悅耳。
管鐘在早期名副其實地像一排排小鐘一樣，用青銅鑄鐘鈴懸掛組成的樂器，按半音定音，在一起鳴響時能構成和聲。成套的排鐘按各調自然音階鑄造。在音樂會中，演奏者根據樂譜要求懸掛所需排鐘。從18世紀以來，它經常被用來模擬教堂的鐘聲，表現勝利凱旋，渲染神秘、幽遠、幻想性的音樂氣氛。設置在鐘樓上的管鐘可以在鍵盤裝置上演奏。管鐘發音莊嚴而洪亮，餘音很長，聽起來音高似乎不很確定。

## 著名樂曲
- 莫扎特的《魔笛》
- 柴可夫斯基的《胡桃夾子》